# McMahon Glacier
McMahon Glacier är en glaciär i Antarktis. Den ligger i Östantarktis. Nya Zeeland gör anspråk på området. McMahon Glacier ligger 327 meter över havet.
Terrängen runt McMahon Glacier är kuperad norrut, men söderut är den bergig. McMahon Glacier ligger nere i en dal. Trakten är obefolkad. Det finns inga samhällen i närheten.